# Йозеф Блаттер
Йо́зеф «Зепп» Бла́ттер (нім. Joseph «Sepp» Blatter; нар. 10 березня 1936, Фісп, Вале, Швейцарія) — швейцарський та міжнародний футбольний функціонер; восьмий президент ФІФА у 1998—2015 роках, що змінив на цій посаді бразильця Жоао Авеланжа. Змушений був «добровільно» подати у відставку на 4-й день після обрання на свій 5-й президентський термін — під тиском гучних звинувачень у створенні та функціонуванні міжнародної злочинної корупційної схеми ФІФА, арештів та кримінальних справ проти його найближчих поплічників,. А в жовтні 2015 він був взагалі відсторонений Комісією з етики ФІФА від всякої діяльності у футболі строком на 90 днів.
За перетворення ФІФА у мафіозну організацію системної та нестримної корупції, отримав прізвиська «дон Корлеоне від футболу» або «дон Блаттероне».

## Біографія
Працював готельним конферансьє. 1956 року закінчив юридичний факультет університету в Лозанні. Став членом асоціації спортивних журналістів Швейцарії. З 1948 по 1971 виступав за один з любительських швейцарських футбольних клубів. 1962 року почав кар'єру в швейцарській туристичній фірмі. 1964 року став генеральним секретарем Швейцарської хокейної асоціації. 1972 року, будучи представником фірми Longines взяв участь у підготовці Олімпійських ігор у Мюнхені. 1975 року став технічним директором ФІФА, відповідним за проведення змагань з хокею з шайбою. 1981 року затверджений на пост генерального секретаря цієї організації її президентом Жоао Авеланжем. 1998 року в боротьбі за пост президента ФІФА виграв на виборах у президента УЄФА Леннарта Юханссона. 1999 року увійшов до складу Міжнародного олімпійського комітету. 2001 року його ім'я було в центрі скандалу, пов'язаного з банкрутством компанії-партнера ФІФА ISL/ISMM.
У 2010 році він опинився в центрі скандалу, завдяки жарту про те що на чемпіонаті світу 2022 року в Катарі геям-уболівальникам доведеться відмовитися від сексу. Це висловлювання викликало хвилю критики і звинувачень в гомофобії. У результаті Блаттер приніс вибачення і заявив, що має намір вимагати від влади Катару дотримання прав людини.

## Сімейний стан
Розлучений, має дочку.

## Блаттер як футбольний знавець

### Пропоновані Блаттером зміни футбольних правил
За час свого керування в ФІФА Блаттер пропонував такі зміни ігрових правил у футболі:
- квітень 1995: введення додаткових двох пауз (кожна по 2 хвилини) в кожному таймі матчу
- січень 1996: за півроку до Чемпіонату Європи 1996 запропонував збільшити розміри воріт
- лютий 2005: запропонував скасувати правило пасивного офсайду
- вересень 2006: запропонував до 2010 року скасувати післяматчеві пенальті, принаймні у фінальних іграх чемпіонатів світу |            | Фінальний матч ЧС це пристрасті, гра в додатковий час це драма, але післяматчеві пенальті це трагедія! |
| — Блаттер, | | серпень 2010: ліквідувати різницю між попередніми (кваліфікаційними) змаганнями і фінальною грою чемпіонатів світу, ліквідація нічиїх та введення для них правила «золотого голу»

|            | Ми думаємо над тим, щоб різницю для попередніх кіл ліквідувати — і додатковий час теж! І повернути правило золотого голу. Перший же гол визначить переможця, обидві команди будуть змушені атакувати! |
| — Блаттер, | |

 червень 2011: виказав пропозицію запровадити в жіночому футболі короткі та еластичні обтягуючі сідниці шорти «hot pants» — щось на кшталт як в пляжному волейболі. В інтерв'ю швейцарському тижневику «Sonntagsblick» він обґрунтував це тим, що обтягуючі сексуальні труси притягуватимуть більше глядачів та більше грошей за рекламу. Гравець національної жіночої збірної США, громадська діячка та президент міжнародного Жіночого спортивного фонду Джулі Фуді прокоментувала так: «Ми натягнемо тісні труси тоді, коли сам Блаттер даватиме свої прес-конференції в купальнику!»

### Проти системи визначення голу
Після появи нових технологій контролю перетинання м'ячем лінії воріт під час гри, що виключала маніпуляції та необґрунтовані рішення рефері на полі — був разом з головою УЄФА Мішелем Платіні проти впровадження цих систем.

## Блаттер як політик і менеджер

### Про проблему расизму в футболі
Блаттер не раз був об'єктом критики за заперечення існування расизму в футболі.

Після вибору Росії господарем Чемпіонату світу 2018 року та появи публікацій аналітичних доповідей центрів СОВА та ФАРЕ про засилля расизму і ксенофобії в російському футболі, висловив занепокоєння з цього приводу:
Я знаю про цю доповідь. Звичайно же, ми занепокоєні, без сумнівів.
 У 2014 році він навіть звертався до президента Росії Путіна з проханням «почати рішучу боротьбу з проявами расизму».

## Кримінальний характер діяльності Блаттера

### Корупційна схема Блаттера
Блаттер заступив на президентську посаду ФІФА вслід за відомим своєю продажністю та авторитарним стилем керування бразильцем Жоао Авеланжем, при якому Блаттер був генеральним секретарем. Як відмічають численні світові спортивні спостерігачі і як непрямо визнав компаньйон Блаттера по приходу до влади Мішель Платіні — свою власну корупційну систему або схему хабарів і відкотів та відповідний до неї менеджмент у вищому керівництві ФІФА — Блаттер почав розбудовувати одразу по приходу на президентську посаду в 1998 році.

### Голова світової «сім'ї-наддержави»
Виступаючи з трибуни конгресу ФІФА, Блаттер назвав себе головою найбільшої в світі «держави», котра одночасно є «сім'єю». Після 40 років перебування у лавах ФІФА і 17 років на її верхівці як президент, Блаттер вважає себе щонайменше державним діячем:
|  | Ми рухаємо <людські> маси... З 1,6 мільярдами своїх членів сім'я ФІФА є найбільшою у світі. Ще більша, ніж Китай з його 1,3 мільярдами населення або Індія з 1,2 млрд. Я єдиний у всьому світі, хто може приїхати в будь-яку державу і буде прийнятий її головою. |

Коментуючи ці слова Блаттера, німецький журнал політичної культури «Cicero» додав:
Блаттер із своєю ФІФА при цьому виступає як диктатор, який може втручатися в політику інших країн. …Такій кількості підданих може позаздрити сам Папа Римський. Блаттер сам є футбольним «папою» на цюрихському «Сонячному пагорбі». Або «хрещеним папою». «Сім'я» — хто ще використовує це слово як не мафія.

## Арешти поплічників
27 травня 2015, перед початком конгресу ФІФА, на якому Блаттер мав бути вп'яте переобраний на посаду, у Швейцарії та США за підозрою в корупції розпочалися арешти високопоставлених функціонерів організації та близьких до неї бізнесменів, серед яких обидва віце-президенти ФІФА Джеффрі Вебб і Еугеніо Фігередо. В Бразилії поліція розпочала слідство проти колишнього віце-президента ФІФА Рікардо Тейшейра. Блаттера почали покидати його недавні прихильники. Так президент УЄФА і віце-президент ФІФА Мішель Платіні, який прийшов до влади разом з Блаттером у 1998 році, закликав Блаттера піти у відставку. У разі відмови Блаттера, УЄФА пригрозило бойкотом змагань під егідою ФІФА з боку європейських команд. Також за бойкот ФІФА виступили чисельні політики Європи. Так ряд депутатів Бундестагу з партії СДПН закликали до створення альтернативної до ФІФА — Всесвітньої Футбольної Асоціації (WFA).

## Заява про «відставку»
2 червня 2015, через чотири дні після проблемного та контраверсійного переобрання на п'ятий термін, Йозеф Блаттер зненацька оголосив, що йде з посади президента Міжнародної федерації футболу. Заява відбулася без усякого попередження на терміново оголошеній «прес-конференції», коли в залі для преси штаб-квартири ФІФА майже не було журналістів. Після своєї промови про відставку Блаттер впевнено і голосно, як у часи, коли він працював готельним конферансьє, закликав:
- Let's go, FIFA! — Let's go, FIFA! ( — Вперед, ФІФА! Вперед!)
Промову свого боса функціонери ФІФА зустріли 10-хвилинною стоячою овацією. Зворушений Блаттер закликав своїх співробітників «набратися сил». Він пообіцяв для обрання нового президента скликати новий — позачерговий конгрес ФІФА. А до цього Блаттер продовжуватиме виконувати свої обов'язки. За оцінками експертів, до обрання нового президента ФІФА може пройти не менше півроку, а голосування може відбутися в період з грудня 2015 по березень 2016. Експерти також вважають, що заява Блаттера про відставку — це вимушений крок для збереження самої корупційної системи.
Через кілька годин після несподіваного оголошення Блаттера, прийшли повідомлення, що федеральна прокуратура США і ФБР продовжують вести розслідування відносно 79-річного Блаттера. Він лишається центральною фігурою у міжнародному розслідуванні корупційної системи ФІФА.
25 червня 2015 в інтерв'ю австрійському бульварному часопису «Блік» («Blick») він знову вразив медійний та спортивний світ несподіваною заявою:
Я не подав у відставку, а віддав мій мандат у розпорядження позачергового конгресу ФІФА.

## Нове кримінальне провадження проти Блаттера
25 вересня 2015 очікувалась велика прес-конференція Блаттера після закінчення засідання виконкому ФІФА. На його вихід чекало 15 команд телеоператорів та велика кількість журналістів. Термін появи Блаттера перед пресою несподівано пересунули на годину, а потім і зовсім скасували. Перед журналістами Блаттер так і не з'явився. Замість цього журналістам повідомили, що саме в цей час федеральна прокуратура Швейцарії здійснила нові обшуки в штаб-квартирі ФІФА та в кабінеті Блаттера. Блаттера також було допитано як обвинуваченого. Також був допитаний член виконкому ФІФА і президент УЄФА Мішель Платіні, але як свідок (за ст. 178 КПК Швейцарії). Прокуратура виявила та конфіскувала кілька накопичувачів інформації, згідно змісту яких безпосередньо Блаттеру інкримінуються кілька серйозних порушень:
- У лютому 2011 він перевів на особистий рахунок Мішеля Платіні 2 млн. франків (відповідно сучасному курсу $2.040.000) — «за надані послуги в період з січня 1999 по червень 2002». Саме в цей час проходила виборча кампанія Блаттера. Платіні заявив, що отримав ці гроші за «здійснену роботу відповідно до контракту з ФІФА». Але він не пояснив, за яку саме «роботу» і чому переказ прийшов тільки через 9 років. За швейцарським законодавством подібні платежі вважаються протизаконними.[34]
- У вересні 2005 Блаттер продав президенту КОНКАКАФ Джеку Ворнеру права на телетрансляцію ЧС в Південній Африці та ЧС у Бразилії за 250.000 та 350.000 USD відповідно (всього 600 тис. дол.). Угода, за визнанням генерального секретаря ФІФА Жерома Вальке, не проходила через жодну необхідну комісію чи комітет. Через два роки Ворнер перепродав ці права далі вже за 15 та 20 млн. доларів. Ворнер протягом 2015 року не раз заявляв під протокол, що Блаттер передав йому права як подяку за підтримку у президентських виборах ФІФА у 1998 і 2002 рр.[35]

В усіх цих рахунках стоять підписи персонально Блаттера.
Слідчі вважають, що цим продажем ТБ-прав Блаттер уклав дуже невигідний для ФІФА контракт і цим зашкодив інтересам організації.
Прокуратура Швейцарії відкрила проти нього кримінальне провадження по звинуваченню у «службовій нечесності» та «розкраданні» (нім. Ungetreue Geschäftsbesorgung, Veruntreuung — Стаття 158 Кримінального Кодексу Швейцарії, що відповідає українській формулі «Зловживання владою або посадовим становищем»)..
За оцінкою експертів, в разі підтвердження звинувачень 79-річному Блаттеру може погрожувати позбавлення волі строком до 5 років.

## Реакція спонсорів
Після порушення нового провадження в вересні 2015 чотири головних спонсорів ФІФА — концерни Coca-Cola, McDonald's, Visa і Budweiser — зажадали негайної відставки Зеппа Блаттера.
Відставка пана Блаттера дозволила б розпочати "надійний і стійкий процес реформ — заявив офіційний представник Coca-Cola. — З кожним пройденим днем імідж і репутація ФІФА продовжує брудніти. ФІФА потребує всеосяжної і термінової реформи, і це може бути досягнуто тільки через справді незалежного підхід. Події останніх тижнів продовжують зменшувати репутацію ФІФА і суспільну довіру до його керівництва.

## Відсторонення від діяльності президента ФІФА
7 жовтня 2015 Комісія з етики ФІФА, під тягарем викритих під час слідства обставин, відсторонила президента ФІФА Йозефа Блаттера та його можливого наступника, члена Виконкому ФІФА та президента УЄФА Мішеля Платіні, від їх обов'язків керівників ФІФА строком на 90 днів. Також від обов'язків було усунуто генерального секретаря ФІФА Жерома Вальке. Відсторонення означає, що Блаттеру заборонена будь-яка діяльність у міжнародному футболі, включно появу на стадіоні під час міжнародних матчів. По завершенню 90 днів термін блокування може бути подовжений ще на 45 днів. З цього витікає, що Блаттер та його колеги не зможуть взяти участь у наступних виборах керівних органів та президента на позачерговому Конгресі ФІФА у грудні 2015.
Одразу після надходження звістки про блокування Блаттера на посаді він заявив, що не визнає себе винним і піддав критиці дії Комісії з етики.

| Президент Блаттер розчарований тим, що Комісія з етики не слідує етичному і дисциплінарному Кодексам, які надають можливість бути почутим. — заявив Блаттер через своїх адвокатів. — Рішення Комісії базуються на непорозумінні, що походить з акцій швейцарської федеральної прокуратури. Крім того, слідчі за законом зобов'язані закрити справу, якщо їх розслідування зібрало недостатньо доказів. Президент Блаттер чекає на нагоду представити свої докази, що він не був залучений у будь-якому кримінальному правопорушенні.[42] |

## Визнання Блаттера
У своїх інтерв'ю британському часопису Financial Times та російській інформагенції ТАСС від 28 жовтня 2015 Блаттер визнав, що щодо рішень про надання прав Чемпіонату світу 2018 Росії, ще до офіційного голосування виконкому ФІФА 2 грудня 2010 року, в керівництві ФІФА вже наперед існувала закулісна таємна домовленість. Згідно з Блаттером, була укладена неписьмова «джентльменська угода», що передбачала фальсифікацію результатів голосування, щоб надати права ЧС-2018 Росії, а ЧС-2022 США.
| - То була «джентльменська угода» — сказав він мені (автор: Малкольм Мур) — серед лідерів ФІФА, що змагання 2018 і 2022 років будуть проходити у «двох супердержавах», Росії та США; «Це було за лаштунками. Це було дипломатично узгоджено так розмістити»[44]Оригінальний текст (англ.) There had been a “gentleman’s agreement”, he tells me, among Fifa’s leaders that the 2018 and 2022 competitions would go to the “two superpowers” Russia and the US; “It was behind the scenes. It was diplomatically arranged to go there.” |
Але приблизно за тиждень до офіційного голосування, як стверджує Блаттер, тодішній президент Франції Саркозі вмовив Мішеля Платіні віддати права на ЧС-2022 не США, а Катару. І Платіні, разом із своєю «групою впливу» у Виконкомі ФІФА, проголосували на користь Катару, поламавши всю попередню домовленість (розподіл голосів 14-8 на користь Катару).. Водночас Блаттер заявив, що метою атаки на ФІФА насправді був він сам, і атака персонально на нього почалась саме через очільника УЄФА Мішеля Платіні.
Коментарі у відповідь
- Російська державна інформагенція ТАСС, як і очікувалося, перекрутила цитату Блаттера[47]: замість «внутрішня домовленість» (про надання прав ЧС-2018 Росії) в оригіналі у Блаттера, — ТАСС переклав як «внутреннее убеждение»[48]
- Міністр спорту РФ та президент Російського Футбольного Союзу Віталій Мутко спобував спростувати слова Блаттера про підтасування (у версії ТАСС), що Блаттера начебто «неправильно зрозуміли…»:— Слова Блаттера про підтасування були вирвані із контексту і неправильно розтлумачені… Блаттер дав інтерв'ю російському агентству, а саме — ТАСС. Прозвучало кострубате запитання, на яке була незрозуміла відповідь. Він усього лише говорив про своє бачення ситуації, що російська заявка не цілком нормальна. Він припускав, що по чергуванню континентів наступним має бути американський континент, і все. …Англомовні ЗМІ ухопилися за мікропривід, внаслідок чого і з'явилася думка про деякі попередні домовленості…. Я відповідаю, ніяких таємних змов у Росії з ФІФА не було, це питання честі.[49][50]
—Ніяких змов ні з ким Росія не вела. Це абсолютна неправда. Не було, немає і не буде (змови)[51] 
Своєю чергою вже російські ЗМІ коментуючи самого В.Мутка, наголошують, що він говорив про інтерв'ю Блаттера у версії «ТАСС», а не про інтерв'ю у «Financial Times».[52] Впевненість Мутка щодо «неправильного тлумачення Блаттера» розділили і інші російські державно-спортивні авторитети: спортивний юрист і генеральний секретар Профспілки футболістів та тренерів РФ Микола Грамматіков та Генеральний директор оргкомітету «Россия-2018» Олексій Сорокін.[53]

## Нагороди
- Орден князя Ярослава Мудрого II ст. (24 серпня 2013) — за вагомий особистий внесок у зміцнення міжнародного авторитету України, популяризацію її історичної спадщини і сучасних досягнень та з нагоди 22-ї річниці незалежності України[54]
- Орден князя Ярослава Мудрого III ст. (29 листопада 2006) — за визначний особистий внесок у підтримку футболу в Україні, розвиток міжнародного футбольного руху[55]
- Орден «За заслуги» I ст. (23 березня 2001) — за вагомий особистий внесок у зміцнення міжнародного футбольного руху, підтримку розвитку футболу в Україні[56]
- Гранд-офіцер Ордену Незалежності Йорданії
- Орден за спортивні заслуги (Болівія)
- Орден Доброї Надії (ПАР)
- Орден африканського спокутування (Ліберія)
- Орден Заїда (ОАЕ)
- Гранд-офіцер Ордену Трона (Марокко)
- Премія за заслуги (Ємен)
- Орден Почесного легіону (Франція)
- Медаль визнання (ЦАР)
- Орден Двох Нілів (Судан)
- Національний Орден 27 червня 1977 року (Джибуті)
- Орден «За заслуги перед Федеративною Республікою Німеччина» (ФРН)
- Орден Національної Дружби (Узбекистан)
- Орден «Данакер» (Киргизстан)
- Корона Миру (Індія)
- Орден Франциско де Міранди І ст. (Венесуела)
- Медаль І ст. (Бахрейн)
- Орден Єрусалиму з відзнакою (Палестина)
- Орден Вранішнього Сонця І ст. (Японія)
- Орден Дружби (Казахстан)
- Орден за спортивні заслуги (Південна Корея)
- Орден Компаньйонів Олівера Тамбо (ПАР)
- Орден шаха Ахмеда (Малайзія)

## Почесні ступені
- Університет Беніну (Бенін-Сіті, Нігерія)
- Університет де Монфор (Лестер, Велика Британія). Відізвана 22 грудня 2015 року
- Університет Нельсона Мандели (Порт-Елізабет, ПАР)
- Міжнародний університет (Женева, Швейцарія)
- Азербайджанська державна академія фізичного виховання і спорту (Баку, Азербайджан)
- Почесний диплом від президента Азербайджану Ільхама Алієва.

## Почесний громадянин
- Почесний громадянин Східного Тимору
- Почесний громадянин Бангкоку
- Почесний громадянин Гватемали
- Почесний громадянин Манагуа
- Почесний громадянин Фіспа